# アンドロゲン

代表的なアンドロゲンであるテストステロン

アンドロゲン（英: androgen）は、ステロイドの一種で、生体内で働いているステロイドホルモンのひとつ。雄性ホルモン、男性ホルモンとも呼ばれる。雄では主に精巣のライディッヒ細胞から分泌される。雌では卵巣内の卵胞の顆粒層細胞から分泌されるアンドロゲンは卵胞内の卵胞上皮細胞で芳香族化されてエストロゲンに変換される。副腎においては雌雄ともに分泌される。アンドロゲンは肝臓で不活化されるため、経口投与ではほとんど効果がなく、投与は一般に注射によって行われる。
アンドロゲンとは雄の副生殖器の発育および機能を促進し、第二次性徴を発現させる作用をもつ物質の総称であり、数種類のホルモンからなる。乳児期早期（1-3ヶ月）の男性は思春期並に分泌量が多く、将来の精子形成に重要だとされているが、2歳から思春期を迎えるまでは分泌量が減少する。思春期開始時は男性器の発達のみに作用し、男性器の成長の第2段階から第3段階にかけて分泌量が急激に増大する。増大すると共に変声など、他の体位でも作用し始める。アンドロゲンは卵胞刺激ホルモン（FSH）と共同して精子形成の維持に関与し、視床下部の負のフィードバック作用を介して下垂体前葉からの黄体形成ホルモン（LH）の分泌を抑制する。
- テストステロン
- ジヒドロテストステロン (DHT)
- デヒドロエピアンドロステロン (DHEA)

## 作用
- 男性器の形成と発達
- 変声
- 体毛の増加
- 筋肉増強
- 性欲の亢進
- 男性型脱毛症
- 胎児期に脳の男性化を起こす[3]
- 左脳の発育を抑え、右脳の発達を促すという俗説がある[4]